# Саковчик
Саковчик (пол. Sakowczyk) — село в Польщі, у гміні Солина Ліського повіту Підкарпатського воєводства.
Населення — 26 осіб (2011).
У 1975—1998 роках село належало до Кросненського воєводства.

## Демографія
Демографічна структура станом на 31 березня 2011 року:
|          | Загалом | Допрацездатний вік | Працездатний вік | Постпрацездатний вік |
| -------- | ------- | ------------------ | ---------------- | -------------------- |
| Чоловіки | 16      | 5                  | 10               | 1                    |
| Жінки    | 10      | 1                  | 4                | 5                    |
| Разом    | 26      | 6                  | 14               | 6                    |